# Rhimphalea astrigalis
Rhimphalea astrigalis là một loài bướm đêm trong họ Crambidae.